# Neurigona orbicularis
Neurigona orbicularis är en tvåvingeart som beskrevs av Becker 1922. Neurigona orbicularis ingår i släktet Neurigona och familjen styltflugor.
Artens utbredningsområde är Paraguay. Inga underarter finns listade i Catalogue of Life.